# Rytigynia pauciflora
Rytigynia pauciflora là một loài thực vật có hoa trong họ Thiến thảo. Loài này được (Schweinf. ex Hiern) R.D.Good miêu tả khoa học đầu tiên năm 1926.